# Alejandro García Padilla

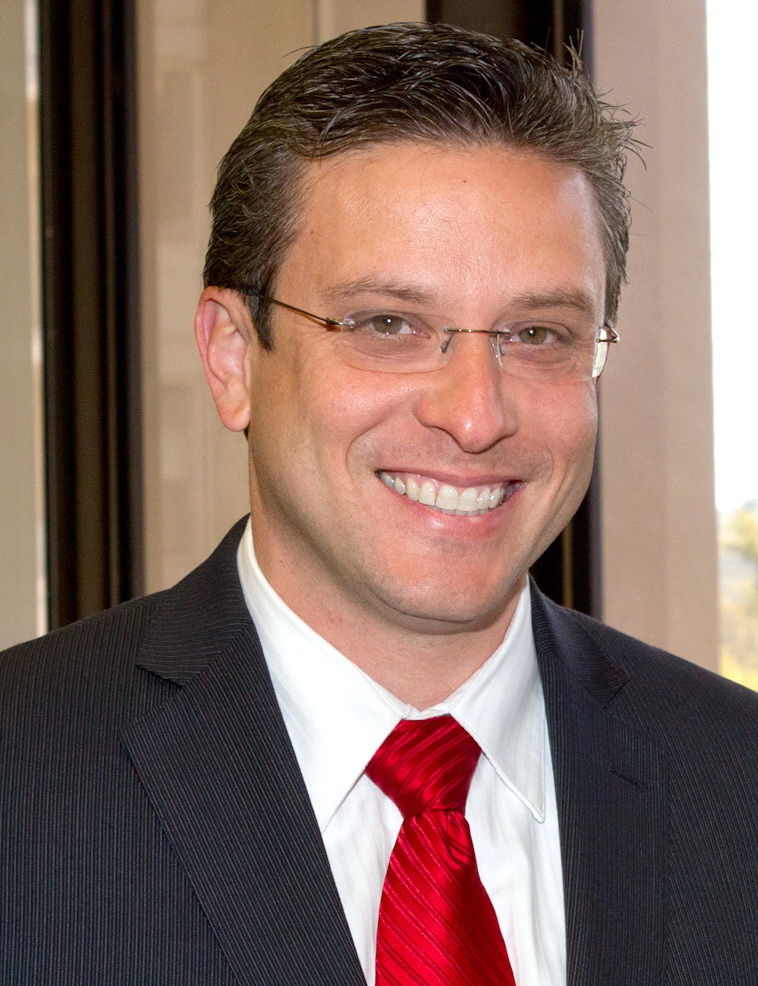
García Padilla im März 2012

Alejandro Javier García Padilla (* 3. August 1971 in Coamo) ist ein puerto-ricanischer Politiker und war von 2013 bis 2017 Gouverneur von Puerto Rico.

## Werdegang
Nach der High School studierte Alejandro García an der Universität von Puerto Rico die Fächer Politische Wissenschaft und Wirtschaft. Später studierte er an der Interamerican University of Puerto Rico Jura. Zunächst arbeitete er bei der Verwaltung (Law Clerk) am Berufungsgericht von Puerto Rico. Anschließend praktizierte er als Rechtsanwalt mit den Schwerpunkten Eigentum, Bau und Verwaltungsrecht. Außerdem hielt er an der Interamerican University of Puerto Rico juristische Vorlesungen. Er wurde auch Mitglied der Anwaltskammer seines Territoriums. García war auch juristischer Berater von drei Parlamentsausschüssen. Politisch wurde er Mitglied der Demokratischen Partei der Vereinigten Staaten und der puerto-ricanischen Partido Popular Democrático, deren Vorsitz er zeitweise innehatte. Zwischen 2005 und 2009 war er Minister für Verbraucherangelegenheiten der Territorialregierung.
Im Jahr 2012 wurde Alejandro García gegen Amtsinhaber Luis Fortuño von der PNP zum neuen Gouverneur von Puerto Rico gewählt. Als eine seiner ersten Amtshandlungen aktivierte er die Nationalgarde des Außengebietes, die Küsten und Häfen kontrollieren soll, um der illegalen Einwanderung Herr zu werden. Da er sich im Jahr 2016 nicht mehr zur Wiederwahl stellte, ist er Anfang Januar 2017 aus seinem Amt ausgeschieden.
Alejandro García ist mit Wilma Pastrana verheiratet, mit der er drei Kinder hat.